# Marrus
Marrus is een geslacht van neteldieren uit de familie van de Agalmatidae.

## Soorten
- Marrus antarcticus Totton, 1954
- Marrus claudanielis Dunn, Pugh & Haddock, 2005
- Marrus orthocanna (Kramp, 1942)
- Marrus orthocannoides Totton, 1954